# Фомкино (Татарстан)
Фо́мкино (тат. Фома) — село в Нурлатском районе Республики Татарстан, административный центр и единственный населённый пункт Фомкинского сельского поселения.

## Этимология названия
Топоним произошел от антропонима «Фома».

## География
Село находится близ границы с Самарской областью, на реке Ерыклинка, в 21 км к западу от города Нурлат.

## История
Село основано во второй половине XVIII века. В дореволюционных источниках упоминается также как Вершина речки Ерыклы. 
До 1860-х годов жители относились к категории государственных крестьян. Занимались земледелием, разведением скота. 
В начале XX века здесь функционировали 2 мечети, 2 ветряные мельницы, 2 крупообдирки, 2 мелочные лавки. В этот период земельный надел сельской общины составлял (вместе с деревней Старая Ерыкла) 3946 десятин. 
До 1920 года село входило в Старо-Максимкинскую волость Чистопольского уезда Казанской губернии. С 1920 года в составе Чистопольского кантона ТАССР. С 10 августа 1930 года в Октябрьском (с 10 декабря 1997 года —  Нурлатский) районе.

## Население
| 1859  | 1897  | 1908  | 1920  | 1926  | 1938  | 1949  |
| ----- | ----- | ----- | ----- | ----- | ----- | ----- |
| 885   | ↗1607 | ↗1811 | ↗2049 | ↘1440 | ↗1595 | ↘1249 |
| 1958  | 1970  | 1979  | 1989  | 2002  | 2010  | 2011  |
| ↗1341 | ↗1840 | ↘1600 | ↘961  | ↗963  | ↘917  | ↘913  |
| 2012  | 2013  | 2014  | 2015  | 2016  | 2017  |       |
| ↘902  | ↘887  | ↘862  | ↘838  | ↘815  | ↘794  |       |

Национальный состав села: татары.

## Экономика
Жители занимаются полеводством, молочным скотоводством.

## Объекты образования и культуры
Средняя школа, дом культуры, библиотека.

## Религиозные объекты
Мечеть.